# 신동화물선
신동화물선(新洞貨物線)은 대한민국 경상북도 칠곡군의 지천역에서 신동화물역까지를 잇는 총연장 11.5km인 한국철도공사의 철도 노선(화물선)이다.

## 노선 정보
- 노선 거리 : 11.5km
- 운영 기관 : 한국철도공사(전 구간)
- 궤간 : 1435mm(표준궤)
- 통행 방식 : -
- 역 수 : 2
- 복선 구간 : 없음
- 전철화 구간 : 없음
- 보안 장치 : ATS

## 연혁
- 2010년 1월 2일 : 지천~신동화물 간 11.5km 개통[1]
- 2019년 4월 17일 : 철도 노선번호 변경에 따라 30215로 변경[2]

## 역 목록
| 역명     | 로마자 역명   | 한자 역명 | 역간 거리 (km) | 영업 거리 (km) | 접속 노선 | 소재지   | 소재지 | 비고   |
| -------- | ------------- | --------- | -------------- | -------------- | --------- | -------- | ------ | ------ |
| 지천     | Jicheon       | 枝川      | 0.0            | 0.0            | 경부선    | 경상북도 | 칠곡군 |        |
| 신동화물 | SindongHwamul | 新洞貨物  | 11.5           | 11.5           |           | 경상북도 | 칠곡군 | 화물역 |